# Enrico Caruso
Enrico Caruso   (Província de Nàpols i Nàpols, 24 de febrer de 1873 - Nàpols, 2 d'agost de 1921) va ser un cantant italià d'òpera i un dels més famosos tenors de la història. També va ser el cantant més popular de qualsevol gènere en els primers vint anys del segle xx i un dels pioners dels enregistraments fonogràfics musicals. Els populars enregistraments que va fer, units a la seua veu extraordinària pel seu rang, força i bellesa, van fer d'ell una de les estrelles més populars de la seua època.

## Biografia
Al llarg de la seva carrera, Enrico Caruso va fer al voltant de 260 enregistraments, guanyant milions de dòlars per la venda de discos de 78 rpm. També va cantar en la majoria dels millors teatres d'òpera del món; incloent-hi La Scala de Milà i el Covent Garden de Londres, destacant els 17 anys que va ser tenor principal de la companyia del Metropolitan Opera de Nova York al costat del baríton, i inseparable amic Antonio Scotti. El director d'orquestra Arturo Toscanini, habitual del Metropolitan, el considerava un dels millors artistes amb què havia treballat, i que el dirigí entre diverses òperes amb la famosa contralt Gabriella Besanzoni, en obres triomfals.
Caruso va ser batejat a l'església de San Giovanni e Paolo el 26 de febrer de 1873, havent nascut a la ciutat de Nàpols el dia anterior. Va començar la seua carrera a Nàpols l'any 1894. El seu primer paper important va ser el de Loris, en l'òpera Fedora de Giordano al Teatro Lirico de Milà, el 17 de novembre de 1898. En aquest mateix teatre, el 6 de novembre de 1902, va crear el paper de Maurizio en l'Adriana Lecouvreur de Francesco Cilea.
L'any 1903, amb l'ajut del seu agent, el banquer Pasquale Simonelli, va traslladar-se a Nova York, i, el 23 de novembre d'aquest any va debutar al Metropolitan Opera en el paper del Duc de Màntua en una nova producció de Rigoletto de Verdi. L'any següent, Caruso va iniciar la seua duradora relació amb la Victor Talking-Machine Company; la seua relació estel·lar amb la discogràfica i el Metropolitan va durar fins a l'any 1920. El mateix Caruso va encarregar a la joieria Tiffany & Co. l'elaboració d'una medalla de 24 kt. d'or amb la seua efígie, com a obsequi per als seus amics en record de les seues interpretacions al Metropolitan. El 1904 actuà per primer i únic cop al Gran Teatre del Liceu de Barcelona en dues representacions de Rigoletto que aconseguiren un èxit escàs.
L'abril de 1906 Caruso i altres membres de la companyia del Metropolitan Opera van viatjar a San Francisco per a donar una sèrie de representacions a la Tivoli Opera House. La nit després de la interpretació de Carmen, el tenor es va despertar molt matí a la seua habitació del Palace Hotel a causa d'un fort sacseig. San Francisco havia acabat de patir un gran terratrèmol, que va desencadenar multitud d'incendis que acabarien per destruir la major part de la ciutat. El Metropolitan va perdre tots els decorats i el vestuari que havia traslladar a la ciutat. Brandint una foto autografiada del president Theodore Roosevelt, Caruso va aconseguir fugir de la ciutat, primer per vaixell i després per tren, i va jurar que mai no hi tornaria; jurament que va complir.
El 10 de desembre de 1910, va actuar al Met en el paper de Dick Johnson, en l'estrena mundial de La fanciulla del West, de Puccini. A principis d'aquesta dècada interpretà a Hamburg una inspiradisima Tosca al costat de la soprano estatunidenca Edyth Walker. El 1915 va cantar al costat de la soprano Rosa Burschtein l'Aida en el Teatre Colón de Buenos Aires. L'11 de desembre de 1920, durant una representació de L'Elisir d'Amore de Donizetti al Brooklyn Academy of Music va patir una hemorràgia, i al final del primer acte es va haver de cancel·lar la representació. Després d'aquest incident només va actuar tres vegades més al Metropolitan, la darrera de les quals va ser com Eléazar en La Juive de Halévy, el 24 de desembre de 1920. En total va actuar 863 cops en aquell teatre.
L'any 1918 es va casar amb Dorothy Park Benjamin, pertanyent a una vella família novaiorquesa, que llavors tenia 25 anys. Van tenir una única filla, Gloria. Dorothy va publicar un llibre sobre Caruso l'any 1945, que recull la major part de les cartes que ell li va escriure.
Caruso va morir l'any 1921 a Nàpols, a l'edat de 48 anys, a causa d'una pleuritis. Està soterrat a Nàpols.
Sobre Caruso es va fer una pel·lícula, protagonitzada per Mario Lanza: The Great Caruso (1951).
L'any 1987 va ser premiat a títol pòstum amb el Grammy Lifetime Achievement Award.

## Repertori
- L'Amico Francesco (Morelli) - Nàpols, 15 de març de 1895 (estrena);
- Faust - Caserta, 28 de març de 1895;
- Cavalleria rusticana - Caserta, Abril de 1895;
- Camoens (Musoni)- Caserta, Maig de 1895;
- Rigoletto - Nàpols, 21 de juliol de 1895;
- La Traviata - Nàpols, 25 d'agost de 1895;
- Lucia di Lammermoor - El Caire, 30 d'octubre de 1895;
- La Gioconda - El Caire, 9 de novembre de 1895;
- Manon Lescaut - El Caire, 15 de novembre de 1895;
- I Capuleti e i Montecchi - Nàpols, 7 de desembre de 1895;
- Malia - Trapani, 21 de març 1896;
- La sonnambula - Trapani, 24 de març 1896;
- Marriedda - Nàpols, 23 de juny 1896;
- I Puritani - Salerno, 10 de setembre de 1896;
- La favorita - Salerno, 22 de novembre de 1896;
- A San Francisco - Salerno, 23 de novembre de 1896;
- Carmen - Salerno, 6 de desembre de 1896;
- Un Dramma in vendemmia - Nàpols, 1 de febrer de 1897;
- Celeste - Nàpols, 6 de març de 1897 (Estrena);
- Il Profeta Velato - Salerno, 8 d'abril de 1897;
- La Bohème - Livorno, 14 d'agost de 1897;
- La Navarraise - Milà, 3 de novembre de 1897;
- Il Voto - Milà, 10 de novembre de 1897 (Estrena);
- L'Arlesiana - Milà, 27 de novembre de 1897 (Estrena);
- Pagliacci - Milà, 31 de desembre de 1897;
- La bohème (Leoncavallo) - Gènova, 20 de gener de 1898;
- Els pescadors de perles - Gènova, 3 de febrer de 1898;
- Hedda - Milà, 2 d'abril de 1898 (Estrena);
- Mefistofele - Fiume, 4 de març de 1898;
- Sapho - Trento, 3? de juny de 1898;
- Fedora - Milà, 17 de novembre de 1898 (Estrena);
- Iris - Buenos Aires, 22 de juny de 1899;
- La Regina di Saba (Goldmark) - Buenos Aires, 4 de juliol de 1899;
- Yupanki - Buenos Aires, 25 de juliol 1899;
- Aida - Sant Petersburg, 3 de gener de 1900;
- Un ballo in maschera - Sant Petersburg, 11 de gener de 1900;
- Maria di Rohan - Sant Petersburg, 2 de març de 1900;
- Manon - Buenos Aires, 28 de juliol de 1900;
- Tosca - Treviso, 23 d'octubre de 1900;
- Le Maschere - Milà, 17 de gener de 1901 (Estrena);
- L'elisir d'amore - Milà, 17 de febrer de 1901;
- Lohengrin - Buenos Aires, 7 de juliol de 1901;
- Germania - Milà, 11 de març de 1902 (Estrena);
- Don Giovanni - Londres, 19 de juliol 1902;
- Adriana Lecouvreur - Milà, 6 de novembre 1902 (Estrena);
- Lucrezia Borgia - Lisboa, 10 de març de 1903;
- Les Huguenots - Nova York, 3 de febrer de 1905;
- Martha - Nova York, 9 de febrer de 1906;
- Carmen - San Francisco, 17 d'abril de 1906
- Madama Butterfly - Londres, 26 de maig de 1906;
- L'Africaine - Nova York, 11 de gener de 1907;
- Andrea Chénier - Londres, 20 de juliol de 1907;
- Il trovatore - Nova York, 26 de febrer de 1908;
- Armide - Nova York, 14 de novembre de 1910;
- La fanciulla del West - Nova York, 10 de desembre de 1910 (Estrena);
- Julien - Nova York, 26 de desembre de 1914;
- Samson et Dalila - Nova York, 24 de novembre de 1916;
- Lodoletta - Buenos Aires, 29 de juliol de 1917;
- Le Prophète - Nova York, 7 de febrer de 1918;
- L'Amore dei Tre Re - Nova York, 14 de març de 1918;
- La forza del destino - Nova York, 15 de novembre de 1918;
- La Juive - Nova York, 22 de novembre de 1919.

Tot i que mai no va representar Otello, de Verdi en escena, va enregistrar dues peces de l'òpera: l'ària, "Ora e per sempre addio," i el duet amb Iago, "Sì, pel ciel marmoreo, giuro".
Caruso també disposava d'un repertori de 521 cançons, entre les quals hi havia cançons clàssiques, cançons folklòriques italianes i cançons populars de l'època. Les cançons més comprades de Caruso a itunes és la cançó napolitana marinera Santa Lucia i la universalment cèlebre 'O sole mio.

## Enregistraments

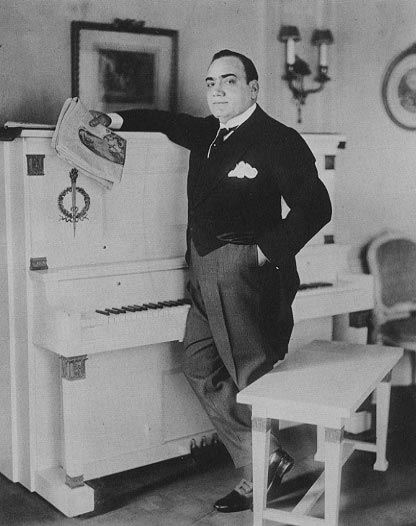
Caruso amb el seu piano

Caruso va ser una de les primeres estrelles de la música que va fer nombrosos enregistraments. La relació que va mantenir amb el fonògraf va ser simbiòtica, i tant Caruso com la indústria fonogràfica es van aprofitar de la promoció addicional sorgida d'aquella especial associació durant les dues primeres dècades del Segle XX. El seu enregistrament de l'any 1907 de l'ària Vesti la giubba, de l'òpera Pagliacci de Leoncavallo va esdevenir el primer enregistrament fonogràfic en vendre un milió de còpies. Molts enregistraments de Caruso han continuat editant-se durant els cent anys que han transcorregut des de la seua sortida.
El seu primer enregistrament, de 1902, el va fer per a Gramophone and Typewriter Company. La seua relació en exclusiva amb la Victor Talking Machine Company va començar l'any 1904. Mentre que els enregistraments inicials per a Victor es van realitzar en petits estudis de Nova York i Camden, Nova Jersey, Victor va començar a utilitzar ocasionalment la vella Església de la Trinitat, a Camden, que podia ser acondicionada per a encabir una gran orquestra. Els darrers enregistraments es van realitzar al setembre de 1920, i van consistir en fragments de la Petite Messe Solennelle de Rossini. Entre els directors d'orquestra que van col·laborar en aquests enregistraments cal destacar a Walter B. Rogers i Joseph Pasternack.
RCA, que va comprar la Victor Talking Machine Company l'any 1929, va arranjar posteriorment alguns dels discos, substituint l'orquestra original per una de més moderna. Fins a l'any 1973 es van continuar editant enregistraments inèdits de Caruso. L'any 1950, RCA va reeditar alguns dels millors enregistraments en disc de vinil de 78 rpm. Posteriorment, amb la irrupció de l'LP, molts enregistraments van ser editats en aquest suport. A partir de 1976, investigadors de la Universitat de Utah van utilitzar la primera tècnica digital de reprocessat per a reeditar la major part dels enregistraments de Caruso per a Victor. Les companyies RCA, Pearl i Naxos han editat col·leccions en CD dels enregistraments de Caruso, utilitzant diferents tècniques de remasterització.

## Àudio
- Over There Arxivat 2009-07-09 a Wayback Machine. Enregistrament de la popular cançó americana de la Primera Guerra Mundial.